# Laha (Feldmaß)
Laha war ein Feldmaß auf der britisch-indischen Insel Ceylon. Es war ein Aussaatmaß in der Abhängigkeit von Bodeneigenschaft und Saatgutqualität.
- 1 Laha = 34,579 Quadratmeter
- 1 Amomam/Ammomam = 4 Peylas = 40 Coornies  = 320 Lahas = 1,10652 Hektar